# ボスニア・ヘルツェゴビナ連邦

ボスニア・ヘルツェゴビナ連邦の国旗（1996年 - 2007年）

ボスニア・ヘルツェゴビナ連邦の国章（1996年 - 2007年）

ボスニア・ヘルツェゴビナ連邦
Federacija Bosne i Hercegovine
Федерација Босне и Херцеговине

地域の標語：なし
地域の歌：不明

1. 

ボスニア・ヘルツェゴビナ連邦（ボスニア・ヘルツェゴビナれんぽう）は、連邦国家であるボスニア・ヘルツェゴビナの構成体の1つ。ボスニア・ヘルツェゴビナの主要3民族のうち、ボシュニャク人とクロアチア人を主体とする共和国で、独自の大統領、政府、立法府を持つ。ボスニア・ヘルツェゴビナの全面積の51%を占める。

## 国名
クロアチア語とボスニア語でFederacija Bosne i Hercegovine、セルビア語でФедерација Босне и Херцеговине。
また、英語ではThe Federation of Bosnia and Herzegovina。

## 地方行政区分
ボスニア・ヘルツェゴビナ連邦には、行政府をもった10の県が設置されており、地域行政を担っている。下記は、ボスニア・ヘルツェゴビナ連邦を構成する県の一覧である（括弧内は英語 / ボスニア語）。
1. ウナ＝サナ県（Una-Sana Canton / Unsko-sanski kanton）
2. ポサヴィナ県（Posavina Canton / Posavski kanton）
3. トゥズラ県（Tuzla Canton / Tuzlanski kanton）
4. ゼニツァ＝ドボイ県（Zenica-Doboj Canton / Zeničko-dobojski kanton）
5. ボスニア＝ポドリニェ県（Bosnian Podrinje Canton / Bosansko-podrinjski kanton）
6. 中央ボスニア県（Central Bosnia Canton / Kanton Srednja Bosna）
7. ヘルツェゴビナ＝ネレトヴァ県（Herzegovina-Neretva Canton / Hercegovačko-neretvanski kanton）
8. 西ヘルツェゴビナ県（West Herzegovina Canton / Zapadno-hercegovački kanton）
9. サラエヴォ県（Sarajevo Canton / Kanton Sarajevo）
10. 第十県（Canton 10 / Kanton 10）

## 軍事
かつてはもうひとつの国家構成体であるスルプスカ共和国ともに、独自の国軍を有していたが、2005年に両構成国の軍隊が統合され、ボスニア・ヘルツェゴビナ軍が創設された。